# Pratanurida
Pratanurida är ett släkte av urinsekter. Pratanurida ingår i familjen Neanuridae.
Släktet innehåller bara arten Pratanurida cassagnaui.